# Coralliocaris
Coralliocaris is een geslacht van kreeftachtigen uit de klasse van de Malacostraca (hogere kreeftachtigen).

## Soorten
- Coralliocaris brevirostris Borradaile, 1898
- Coralliocaris graminea (Dana, 1852)
- Coralliocaris junckeri Li & Poupin, 2012
- Coralliocaris labyrintha Mitsuhashi & Takeda, 2008
- Coralliocaris macrophthalma (H. Milne Edwards, 1837 [in Milne Edwards, 1834-1840])
- Coralliocaris nudirostris (Heller, 1861)
- Coralliocaris sandyi Mitsuhashi & Takeda, 2008
- Coralliocaris superba (Dana, 1852)
- Coralliocaris taiwanensis Fujino & Miyake, 1972
- Coralliocaris tridens Mitsuhashi, Fujino & Takeda, 2001
- Coralliocaris viridis Bruce, 1974